# Bulbophyllum alcicorne
Bulbophyllum alcicorne é uma espécie de orquídea (família Orchidaceae) pertencente ao gênero Bulbophyllum. Foi descrita por E.C.Parish e Rchb.f. em 1874.